# Subterklasse
In de zoölogie is een subterklasse een weinig gebruikte rang of taxon in die rang. Een subterklasse is een onderverdeling van een infraklasse en een infraklasse is weer een onderverdeling van een onderklasse.